# Слушка, Богуслав Ежи
Богуслав Ежи (Юрий) Слушка (ок. 1620—1658) — государственный деятель Великого княжества Литовского, староста речицкий (с 1639 года), стольник великий литовский (1643—1645), подскарбий надворный литовский (с 1645 года).

## Биография
Представитель литовского дворянского рода Слушков герба «Оствоя». Сын воеводы минского, новогрудского и трокского Александра Слушки (ок. 1580—1647) и Софии Констанции Зенович. Младший брат — хорунжий великий литовский Жигимонт Адам Слушка (1628—1674).
В 1643 году Богуслав Ежи Слушка получил должность стольника великого литовского, а в 1645 году был назначен подскарбием надворным литовским.
Был женат на Анне Потоцкой (ум. 1695), дочери воеводы брацлавского Стефана Потоцкого (1568—1631) и Марии Амалии Могилянки (1591—1638), вдове воеводы брацлавского Доминика Александра Казановского (1605—1648). Дети:
- Констанция Слушка (ум. 1723), 1-й муж воевода поморский Владислав Денгоф (ум. 1683), 2-й муж воевода мальборкский Эрнест Денгоф (ум. 1693).
- Юзеф Богуслав Слушка (1652—1701), каштелян трокский и виленский, гетман польный литовский
- Доминик Михаил Слушка (ок. 1655—1713), воевода полоцкий